# Villadeati
Villadeati (piemontesisch la Vila dj'Ati) ist eine italienische Gemeinde in der Provinz Alessandria (AL), Region Piemont.

## Lage und Einwohner
Der Ort liegt auf einer Höhe von 410 m über dem Meeresspiegel. Das Gemeindegebiet umfasst eine Fläche von 14 km² und hat 484 (Stand 31. Dezember 2023) Einwohner. Die Gemeinde besteht aus den Ortsteilen Zanco, Lussello, Trittango, Pavo, Fontanina, Vadarengo und Villadeati. 
Die Nachbargemeinden sind Alfiano Natta, Murisengo, Odalengo Grande, Odalengo Piccolo, Montiglio Monferrato und Tonco (AT).

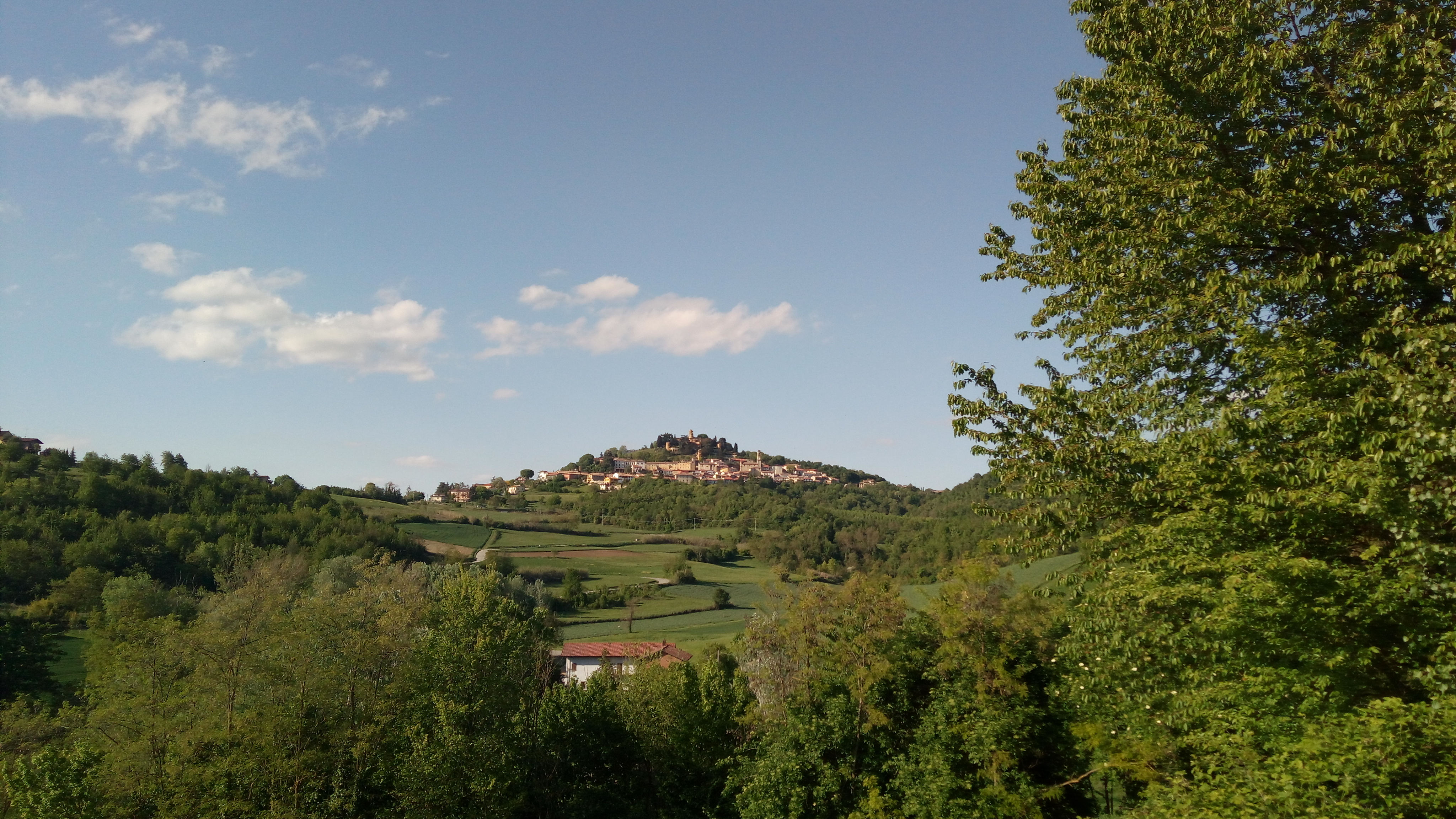
Panorama

### Bevölkerungsentwicklung

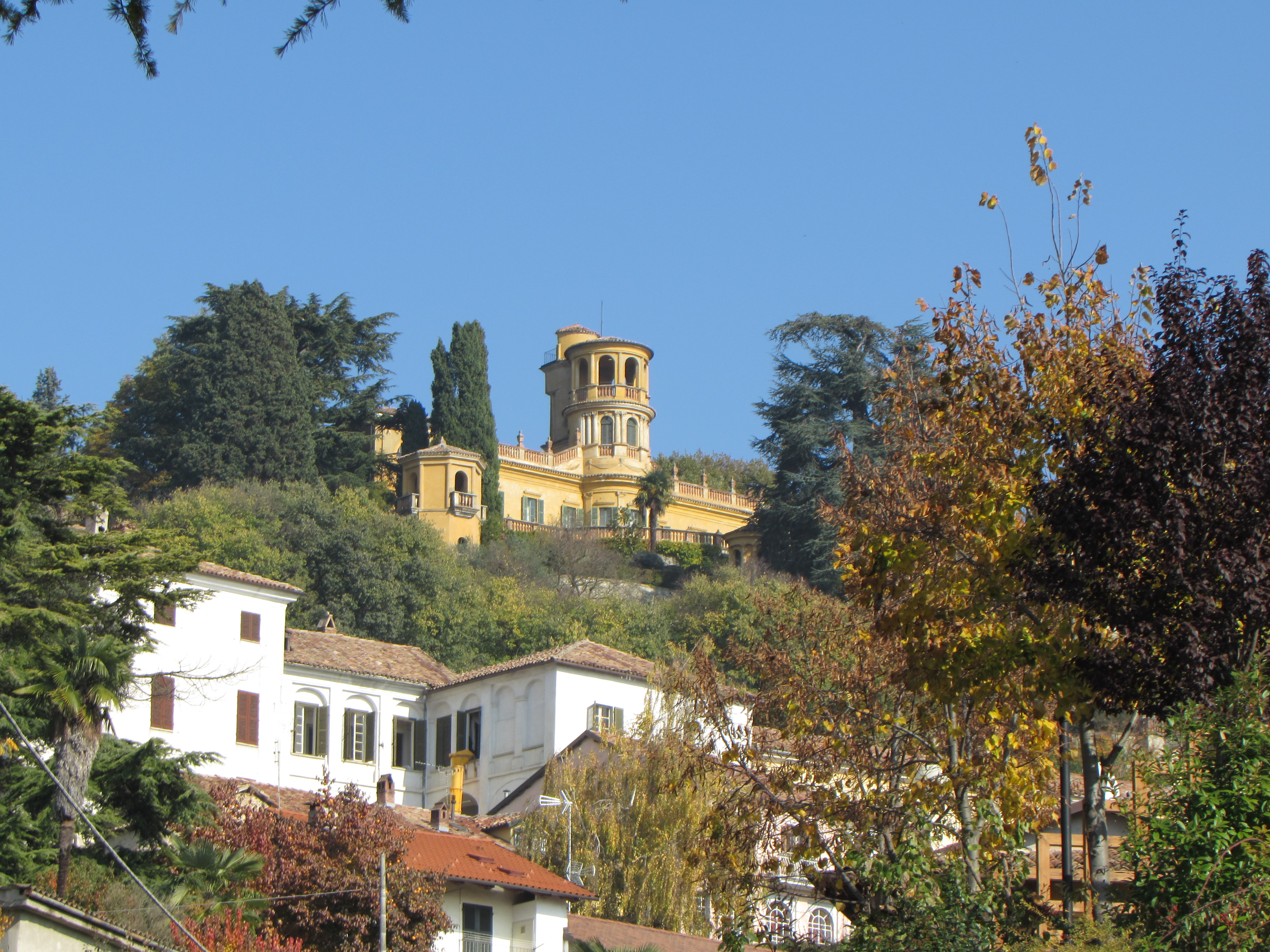
Das Schloss vonVilladeati

## Kulinarische Spezialitäten
Bei Villadeati werden Reben der Sorte Barbera für den Barbera d’Asti, einen Rotwein mit DOCG Status, sowie für den Barbera del Monferrato angebaut.